# Хачатрян, Тиран Вазгенович
Тира́н Вазге́нович Хачатря́н (арм. Տիրան Վազգենի Խաչատրյան; род. 20 июля 1971, Прошян, АрмССР, СССР) — армянский военачальник, генерал-лейтенант (2020). Национальный Герой Армении (2020).

## Биография
В 1987 году участвовал в самообороне приграничных сел Ноемберянского района Армении в составе добровольческого отряда Прошяна. В 1990—1991 годах был военным связистом в ВС Армении по обеспечению связи с приграничными районами Республики Армении, непризнанной Нагорно-Карабахской Республикой и Ереваном. В 1991—1994 годах в добровольческом отряде Прошяна, затем в Шушинском батальоне принимал участие в оборонительных и наступательных боях.
В 1996 году окончил факультет физики Ереванского государственного университета. В 2005 году окончил Общевойсковую академию Вооружённых Сил Российской Федерации.
4 сентября 2013 года Указом Президента Республики Армения назначен начальником Управления боевой подготовки Вооружённых Сил Республики Армения с заключением пятилетнего контракта.
В 2016 году присвоено воинское звание генерал-майор. Воинское звание генерал-лейтенант присвоено 24 января 2020 года.
С 15 июня 2020 по 24 февраля 2021 года — первый заместитель начальника Генерального штаба Вооружённых Сил Республики Армения. Хачатрян, по сообщениям СМИ, освобождён от должности после несогласия с заявлением премьер-министра Никола Пашиняна, заявившего о неэффективности российских ракетных комплексов «Искандер».
4 января 2025 года Хачатрян был арестован по обвинению в халатности, связанной с войной в Нагорном Карабахе в 2020 году.

## Награды
- Национальный Герой Армении (22 октября 2020) — за исключительные заслуги в защите и безопасности Родины, самоотверженность и храбрость в ходе боевых действий[5],
- Медаль «За заслуги перед Отечеством» II степени (21 января 2015) — по случаю Дня Армии, за преданность делу защиты границ Родины[6],
- Медаль «За освобождение Шуши»,
- Медаль «За боевые заслуги»,
- Медаль ВС РА «За безупречную службу» I степени,
- Медаль ВС РА «За безупречную службу» II степени,
- Медаль ВС РА «За безупречную службу» III степени,
- Медаль «Маршал Баграмян»,
- Орден НКР «Боевой крест» 2-й степени[арм.],
- Медаль «Материнская благодарность героям Арцаха».
- Другие медали ВС РА.